# Grand Prix automobile d'Europe 1994
GP précédent GP suivant
Le Grand Prix automobile d'Europe 1994 (Grand Premio de Europa), disputé le 16 octobre 1994 sur le circuit de Jerez, est la 562e épreuve du championnat du monde de Formule 1 courue depuis 1950. Il s'agit de la cinquième édition du Grand Prix d'Europe comptant pour le championnat du monde de Formule 1, la première disputée à Jerez et la quatorzième manche du championnat 1994.

## Classement
| Pos. | No | Pilote                 | Écurie            | Tours | Temps/Abandon                      | Grille | Points |
| ---- | -- | ---------------------- | ----------------- | ----- | ---------------------------------- | ------ | ------ |
| 1    | 5  | Michael Schumacher     | Benetton-Ford     | 69    | 1 h 40 min 26 s 689 (182,507 km/h) | 1      | 10     |
| 2    | 0  | Damon Hill             | Williams-Renault  | 69    | + 24 s 689                         | 2      | 6      |
| 3    | 7  | Mika Häkkinen          | McLaren-Peugeot   | 69    | + 1 min 09 s 648                   | 9      | 4      |
| 4    | 15 | Eddie Irvine           | Jordan-Hart       | 69    | + 1 min 18 s 446                   | 10     | 3      |
| 5    | 28 | Gerhard Berger         | Ferrari           | 68    | + 1 tour                           | 6      | 2      |
| 6    | 30 | Heinz-Harald Frentzen  | Sauber-Mercedes   | 68    | + 1 tour                           | 4      | 1      |
| 7    | 3  | Ukyo Katayama          | Tyrrell-Yamaha    | 68    | + 1 tour                           | 13     |        |
| 8    | 25 | Johnny Herbert         | Ligier-Renault    | 68    | + 1 tour                           | 7      |        |
| 9    | 26 | Olivier Panis          | Ligier-Renault    | 68    | + 1 tour                           | 11     |        |
| 10   | 27 | Jean Alesi             | Ferrari           | 68    | + 1 tour                           | 16     |        |
| 11   | 10 | Gianni Morbidelli      | Arrows-Ford       | 68    | + 1 tour                           | 8      |        |
| 12   | 14 | Rubens Barrichello     | Jordan-Hart       | 68    | + 1 tour                           | 5      |        |
| 13   | 4  | Mark Blundell          | Tyrrell-Yamaha    | 68    | + 1 tour                           | 14     |        |
| 14   | 24 | Michele Alboreto       | Minardi-Ford      | 67    | + 2 tours                          | 20     |        |
| 15   | 23 | Pierluigi Martini      | Minardi-Ford      | 67    | + 2 tours                          | 17     |        |
| 16   | 11 | Alessandro Zanardi     | Lotus-Mugen-Honda | 67    | + 2 tours                          | 21     |        |
| 17   | 9  | Christian Fittipaldi   | Arrows-Ford       | 66    | + 3 tours                          | 19     |        |
| 18   | 12 | Éric Bernard           | Lotus-Mugen-Honda | 66    | + 3 tours                          | 22     |        |
| 19   | 32 | Domenico Schiattarella | Simtek-Ford       | 64    | + 5 tours                          | 26     |        |
| Abd. | 2  | Nigel Mansell          | Williams-Renault  | 47    | Sortie de piste                    | 3      |        |
| Abd. | 31 | David Brabham          | Simtek-Ford       | 42    | Moteur                             | 25     |        |
| Abd. | 29 | Andrea De Cesaris      | Sauber-Mercedes   | 37    | Accélérateur                       | 18     |        |
| Abd. | 20 | Érik Comas             | Larrousse-Ford    | 37    | Panne électrique                   | 23     |        |
| Abd. | 6  | Jos Verstappen         | Benetton-Ford     | 15    | Sortie de piste                    | 12     |        |
| Abd. | 19 | Hideki Noda            | Larrousse-Ford    | 10    | Boîte de vitesses                  | 24     |        |
| Abd. | 8  | Martin Brundle         | McLaren-Peugeot   | 8     | Moteur                             | 15     |        |
| Nq.  | 34 | Bertrand Gachot        | Pacific-Ilmor     |       | Non qualifié                       |        |        |
| Nq.  | 33 | Paul Belmondo          | Pacific-Ilmor     |       | Non qualifié                       |        |        |

## Pole position et record du tour
- Pole position :  Michael Schumacher (Benetton-Ford) en 1 min 22 s 762 (vitesse moyenne : 192,610 km/h)[1].
- Meilleur tour en course :  Michael Schumacher (Benetton-Ford) en 1 min 25 s 040 au 17e tour (vitesse moyenne : 187,451 km/h)[2].

## Tours en tête
- Damon Hill (Williams-Renault) : 19 tours (1-17 / 33-34) ;
- Michael Schumacher (Benetton-Ford) : 50 tours (18-32 / 35-69)[3].

## Statistiques
Le Grand Prix d'Europe 1994 représente :
- la 5e pole position de sa carrière pour Michael Schumacher[4] ;
- la 10e victoire de sa carrière pour Michael Schumacher[5] ;
- la 15e victoire pour Benetton en tant que constructeur[6] ;
- la 174e victoire pour Ford en tant que motoriste[7].